# Harders
De harders of harderachtigen vormen een orde, de Mugiliformes met maar één familie, de Mugilidae (volgens Fishbase). 

## Kenmerken
Harders hebben twee rugvinnen, één rugvin met meestal 4 stekels en een tweede vin met vinstralen. De buikvin heeft 5 vinstralen. De zijlijn is nauwelijks zichtbaar (indien aanwezig). Harders worden hoogstens 90 cm lang.

## Leefwijze
Harders zijn schuwe vissen die zich verplaatsen in scholen. Zij voeden zich met kleine wieren (zoals diatomeeën) en bodemorganismen.

## Verspreiding en leefgebied
Harders komen voor in  alle wereldzeeën, zowel in de tropische als gematigde klimaatgebieden. Ze komen voornamelijk voor in kustwater en ook in brak water. Sommige soorten komen ook voor in zoet water (Liza abu bijvoorbeeld alleen in zoet water en estuaria).

## Geslachten
- Agonostomus E. T. Bennett, 1832
- Aldrichetta Whitley, 1945
- Cestraeus Valenciennes, 1836
- Chaenomugil T. N. Gill, 1863
- Chelon Artedi, 1793
- Crenimugil L. P. Schultz, 1946
- Joturus
- Liza D. S. Jordan & Swain, 1884
- Moolgarda Whitley, 1945
- Mugil Linnaeus, 1758
- Myxus Günther, 1861
- Neomyxus Steindachner, 1878
- Oedalechilus Fowler, 1903
- Paramugil Ghasemzadeh, Ivantsoff & Aarn, 2004
- Rhinomugil T. N. Gill, 1863
- Sicamugil Fowler, 1939
- Valamugil J. L. B. Smith, 1948
- Xenomugil L. P. Schultz, 1946